# キャロライン・ウィアー
キャロライン・ウィアー（Caroline Weir, 1995年6月20日 - ）は、スコットランド・ダンファームリン出身のスコットランド代表及びイギリス代表サッカー選手。レアル・マドリード・フェメニーノ所属。

## 経歴

### クラブ経歴
10歳からハイバーニアンのユースに所属し、2013年にトップチームデビューした。
高校卒業後の2013年にアーセナルに加入、翌年には初タイトルとなるFA女子カップを獲得した。2015年夏からブリストル・アカデミーで半年プレーした後、2016年1月にリヴァプールへ移籍した。移籍初年度にはクラブ年間最優秀選手にも選ばれ、翌シーズンにはウィメンズ・スーパーリーグチーム・オブ・ザ・イヤーにも選出された。2018年にマンチェスター・シティへ移ると、2018-19、2019-20シーズンとFAカップを連覇、FA女子リーグカップも2019、2020年に連覇を果たした。自身も2018-19シーズンから3季連続でチーム・オブ・ザ・イヤーに選ばれるとともに、2019年9月7日マンチェスター・ユナイテッド戦でのゴールがFIFAプスカシュ賞2020に、翌年2月12日に同じくマンチェスター・ダービーで決めたゴールがFIFAプスカシュ賞2021にノミネートされた。
2022年7月にレアル・マドリードへ移籍。移籍初年度からクラブの年間最優秀選手に選ばれた。

### 代表経歴
2013年6月、アイスランド代表戦でスコットランド代表デビュー。2015ワールドカップのヨーロッパ予選、フェロー諸島代表戦で代表初ゴールとなるスコットランド代表の2点目を決めた。2017年の欧州女子選手権や2019年のワールドカップにも出場した。
また、2021年に行われた東京オリンピックではイギリス代表としてプレーした。

## タイトル

### クラブ
アーセナル
- FA女子カップ：2013-14

マンチェスター・シティ
- FA女子カップ：2018-19, 2019-20
- FA女子リーグカップ：2019, 2020

### 個人
- スコットランド年間最優秀選手：2016[7], 2020[8]
- リヴァプール女子年間最優秀選手：2016
- ウィメンズ・スーパーリーグチーム・オブ・ザ・イヤー：2016-17, 2019-20, 2020-21, 2021-22
- SFWA女子年間最優秀選手：2021-22[9], 2022-23[10]
- レアル・マドリード女子年間最優秀選手：2022-23